# Araschnia prorsoides

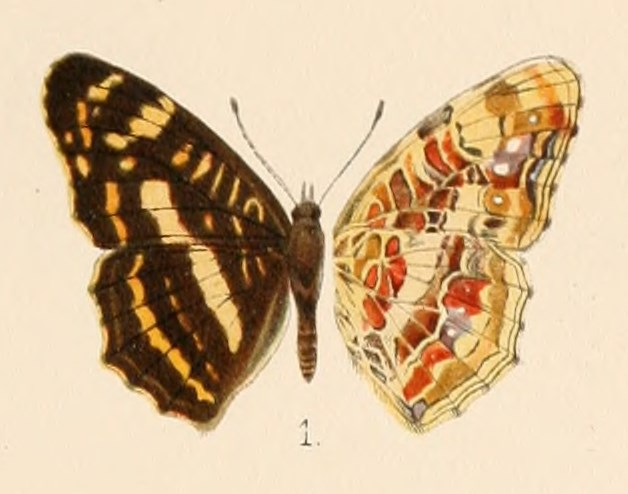
Araschnia prorsoides

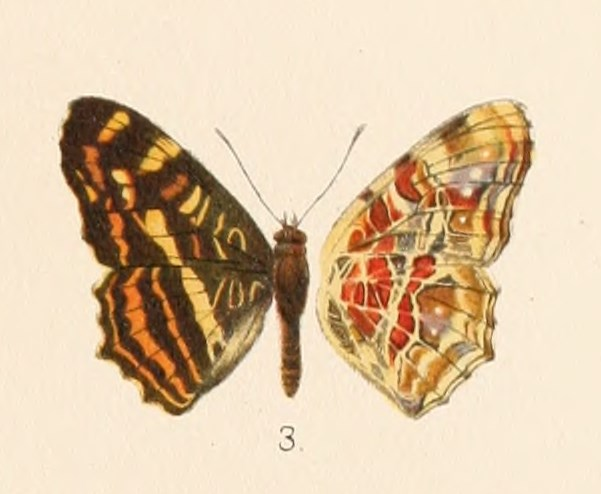
Araschnia prorsoides f. levanoides

Araschnia prorsoides ist ein Schmetterling aus der Familie der
Edelfalter (Nymphalidae). Er ist in Westchina, Nordindien und Burma verbreitet und zeigt einen Saisondimorphismus wie das nahe verwandte Landkärtchen (Araschnia levana).

## Beschreibung
Die Männchen von Araschnia prorsoides haben eine Spannweite von 50 bis 55 Millimeter, die Weibchen von 45 bis 58 Millimeter. Die Oberseite ähnelt der Zwischenform (forma, abgekürzt f.) porima des Landkärtchens, nur dass das breite Band auf dem Vorderflügel in gerader Linie das Band auf dem Hinterflügel fortsetzt. Die Bänder am Flügelrand sind gerader und heller. Die Unterseite ähnelt mehr der Sommerform von Araschnia burejana f. fallax, als f. porima. Sie ist blasser und hat einen lila Fleck um die weißen submarginalen Punkte auf beiden Flügeln, was wiederum mehr A. burejana ähnelt. Der Hinterflügelrand ist stärker gewellt zwischen den Adern als bei den anderen beiden Arten und die Falter sind meist größer als europäische oder japanische Tiere.
Bei der ab. levanoides Blanchard sind alle Zeichnungen rötlich braun und teilweise deutlicher, aber schmaler aufgetragen. Sie entspricht ungefähr A. burejana f. strigosa.
Die ab. flavida Oberthür, die aus Siaolu bekannt ist, zeigt eine auffällige Ausbreitung der hellen Zeichnungselemente. Auf dem Vorderflügel bilden sich in und hinter der Zelle große gelbliche Flecke, der vorgeschobene Fleck der Costalhalbbinde ist streifartig ausgeflossen. Der Hinterflügel ist von der Submarginalbinde bis zur Wurzel bräunlich und weißlich aufgehellt, nur im Basalfeld stehen noch einige dunkle Flecke. Der Saum ist dunkelbraun, bogig begrenzt und nahe seiner inneren Grenze liegt eine Reihe dunkler Flecke in dem aufgehellten Flügelteil. Die Unterseite ist vorwiegend weißlich. Im Wurzelfeld beider Flügel liegen etliche bräunliche, dunkel umrandete Flecke und auf dem übrigen Flügelteil ungewisse gelbliche und schwärzliche Schatten und Streifen.

## Lebensweise und Verbreitung
Araschnia prorsoides kommt in West-China, Nord-Indien (Naga-Gebirge) und Burma vor. Es gibt außerdem zweifelhafte Meldungen aus Japan (Oiwake). Die Form levanoides ist nur aus dem Juni bekannt, die Nominatform fliegt von August bis September. Angetroffen wurden die Falter auf Höhen von 5.000 bis 8.000 Fuß (1.500 – 2.500 Meter). Über die Lebensweise ist nichts bekannt.

## Synonyme
- Vanessa prorsoides, Blanchard, (1871)
- Vanessa prorsoides var. levanoides Blanchard, 1891
- Araschnia strigosa Alplieraky, (1889).
- Araschnia prorsoides ab. flavida Oberthür, 1893